# Warbeyen

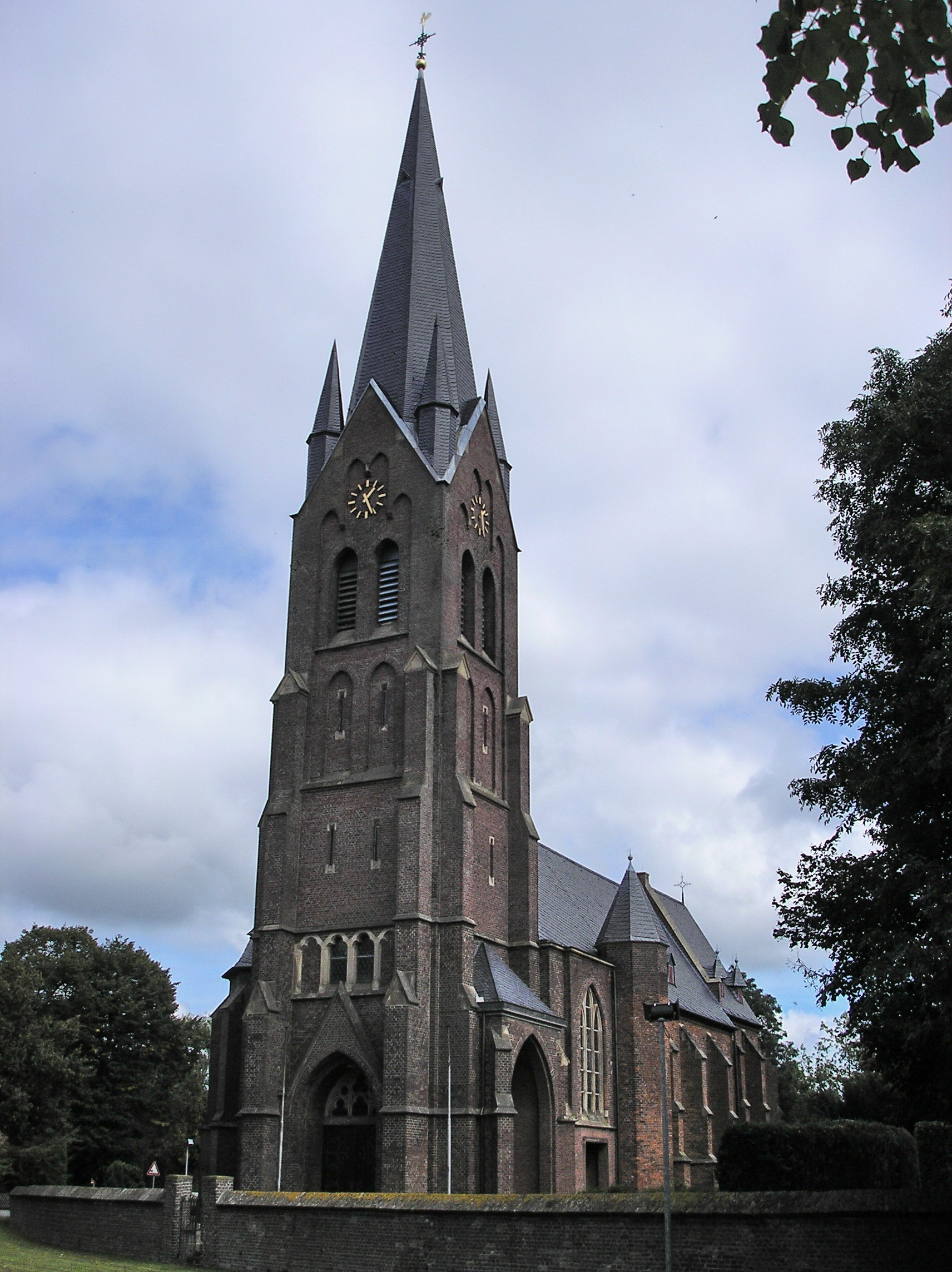
Kath. Kirche St. Hermes

Warbeyen ist ein Ortsteil der Stadt Kleve im Kreis Kleve, Nordrhein-Westfalen. Der Ort hat etwa 760 Einwohner.

## Geschichte
Warbeyen wurde im Jahr 965 anlässlich einer Schenkung an die Kölner Abtei St. Pantaleon erstmals erwähnt, 1290 die Kirche St. Hermes als Kapelle erstmals genannt; sie gehörte ursprünglich zur Pfarre Huisberden und erhielt im Lauf des 14. Jahrhunderts – jedenfalls vor 1389 – Pfarrrechte. Da Warbeyen ursprünglich rechtsrheinisch lag und erst durch eine Verlagerung des Rheins im Spätmittelalter an das linke Ufer fiel, gehörte die Kirche noch lange zum Bistum Utrecht. Dem spätgotischen Kirchenschiff wurden 1899 ein neugotischer Turm und eine Taufkapelle angefügt. Die neugotische Ausstattung wurde nach dem Zweiten Weltkrieg weitgehend entfernt.
Ab 1319 war das Gericht Warbeyen als im Besitz der Grafen von Kleve befindlich bezeugt. Seit dem Spätmittelalter gehörte der Ort zum Amt Kleverhamm, seit der Franzosenzeit zur (Mairie) Bürgermeisterei Griethausen (ab 1928 Amt Griethausen).
Im nahegelegenen Reichswald und im Umfeld des heutigen Ortes tobte im Frühjahr 1945 die sogenannte Schlacht im Reichswald. In dieser Schlacht um den Niederrhein wurde der Ort schwer in Mitleidenschaft gezogen.
Von 1962 bis 1965 wurde nordöstlich von Warbeyen die Rheinbrücke Emmerich gebaut, die längste Hängebrücke Deutschlands.
Am 1. Juli 1969 wurde Warbeyen nach Kleve eingemeindet.
In Warbeyen befindet sich mit dem Fußballzentrum „Kämpferherzen e. V.“ eines der größten Nachwuchs- und Leistungszentren für Mädchen- und Damenfußball am unteren Niederrhein.